# Монтельяно
Монтельяно (ісп. Montellano) — муніципалітет в Іспанії, у складі автономної спільноти Андалусія, у провінції Севілья. Населення — 7146 осіб (2010).
Муніципалітет розташований на відстані близько 410 км на південний захід від Мадрида, 60 км на південний схід від Севільї.

## Демографія
Динаміка населення (INE ):